# Хревица (приток Луги)
Хревица — река в России, протекает по Ленинградской области. В посёлке Ивановское на реке расположена плотина малой ГЭС (мощность ГЭС 60 кВт, высота плотины 14 м, площадь водохранилища около 20 га, уровень воды в водохранилище — 40,5 м БС). Устье реки находится в 89 км по правому берегу реки Луга. Длина реки составляет 30 км, площадь водосборного бассейна — 330 км².

## Данные водного реестра
По данным государственного водного реестра России относится к Балтийскому бассейновому округу, водохозяйственный участок реки — Луга от в/п Толмачево до устья. Относится к речному бассейну реки Нарва (российская часть бассейна).
Код объекта в государственном водном реестре — 01030000612102000026541.

### Притоки
(указано расстояние от устья)
- 4,4 км: река Городенка (пр)
- 15 км: река Нейма (пр)

## Топографические карты
- Лист карты O-35-22 кингисепп. Масштаб: 1 : 100 000. Состояние местности на 1976 год. Издание 1978 г.
- Лист карты O-35-34 Ивановское. Масштаб: 1 : 100 000. Состояние местности на 1984 год. Издание 1985 г.